# De sterre-avonturen van Roco Vargas
De sterre-avonturen van Roco Vargas is een Spaanse stripreeks, geschreven en in atoomstijl getekend door Daniel Torres over de avonturen van schrijver en nachtclubeigenaar Roco Vargas.

## Inhoud
De verhalen spelen in een retrofuturistische wereld waarin de aarde alle naburige planeten heeft gekoloniseerd en deze teistert door metropolen te bouwen vol vliegende auto's of door deze te voorzien van natuurreservaten met exotische buitenaardse levens. De sciencefictionschrijver, nachtclubeigenaar, piloot en ruimte-avonturier Roco Vargas reist door dit planetenstelsel om conflicten op te lossen die de mensheid bedreigen.

## Publicatiegeschiedenis
Tritón, het eerste verhaal van Roco Vargas, verscheen in 1983 in het Spaanse striptijdschrift Caïro. De Nederlandstalige albums werden uitgegeven door uitgeverij Casterman. Er verschenen van 1985 t/m 1989 vier albums, waarna de serie ten einde leek te zijn. In 2000 besloot Daniel Torres echter om de serie nieuw leven in te blazen. Er verschenen sindsdien nog vijf albums. Deze zijn nog niet in het Nederlands vertaald.

## Albums
Van De sterre-avonturen van Roco Vargas verschenen de volgende albums:
1. Triton (Spaans: Tritón) (Casterman, 1985)
2. De man die mompelde (Spaans: El misterio de Susurro) (Casterman, 1986)
3. Saxxon (Casterman, 1987)
4. De verre ster (Spaans: La estrella lejana) (Casterman, 1989)

Nog niet vertaalde albums:
1. El bosque oscuro (Norma Editorial, 2000)
2. El juego de los dioses (Norma Editorial, 2004)
3. Paseando con monstruos (Norma Editorial, 2005)
4. La balada de Dry Martini (Norma Editorial, 2006)
5. Júpiter (Norma Editorial, 2017)

In 2017 werd door de Spaanse uitgever Norma Editorial ook een Roco Vargas Sketchbook uitgegeven.